# Il Mattino
Il Mattino is een Italiaanse krant die in 1892 in Napels werd opgericht door Edoardo Scarfoglio en Matilde Serao. Het is de leidende krant in Zuid-Italië in termen van aantal exemplaren en oplage onder lezers. De naam Il Mattino betekent 'De morgen'. Sinds 2018 bevindt het hoofdkantoor zich in het zakendistrict van Napels en de redactie is sindsdien vernoemd naar Giancarlo Siani, een verslaggever van Il Mattino die in 1985 werd vermoord door de Napolitaanse maffia Camorra. 

## Geschiedenis
Het eerste nummer kwam uit op 16 maart 1892, waarop Il Mattino in minder dan tien jaar een oplage van 33 000 exemplaren bereikte. Na de bevrijding van Napels (oktober 1943 ) besloten de geallieerden Il Mattino te sluiten wegens medeplichtigheid aan het fascistische regime. Uiteindelijk werd de Banco di Napoli eigenaar, waarop de krant op 9 april 1950 weer werd uitgegeven. In de jaren tachtig van de twintigste eeuw beleefde Il Mattino zijn gouden tijd. In die periode bereikte het een recordoplage van 180.000 exemplaren.